# Mundo Colorido
Mundo Colorido é o segundo álbum de estúdio da dupla sertaneja Rayssa & Ravel, lançado em 1995 pela gravadora Som e Louvores.
O disco aumentou a popularidade da dupla, que manteve a parceria com Melk Carvalhêdo na produção musical e arranjos, e trouxe composições autorais com músicas de Cícero Nogueira, Denny e Jessé. As canções "Mundo Colorido", "Controle Remoto" e "Lindo" obtiveram maior notoriedade entre o público.
Em 2021, Mundo Colorido foi relançado nas plataformas digitais pelo selo Gospel Music Brasil.

## Antecedentes
Logo após lançar Nascer de Novo (1994), a gravadora Som e Louvores recrutou Rayssa e Ravel para gravar e lançar álbuns solo. Rayssa fez Confissão, que rendeu músicas de notoriedade como "A Esperança que Restou" e "Dr. Jesus", e Ravel produziu Arrebatamento, que foi um sucesso menor. Com a experiência adquirida com os três trabalhos, os músicos se reuniram de novo para lançar um novo trabalho, o segundo como dupla.

## Gravação
Mundo Colorido manteve algumas semelhanças com Nascer de Novo, sobretudo pela produção musical de Melk Carvalhêdo, que desta vez esteve responsável pelos arranjos e por tocar vários instrumentos, como bateria, guitarra e violão. Uma das diferenças em relação ao trabalho anterior é a ausência de Wanderly Macedo entre os compositores, compensado pela presença de Orlando V.N., que também trabalhou como produtor executivo. O trabalho também trouxe outros compositores, como Cícero Nogueira, autor de "Controle Remoto", que se tornou um dos destaques do álbum. A obra foi gravada no estúdio Perfersom, em São Paulo, e mixado no Multimix, em Curitiba.

## Lançamento e recepção
| Críticas profissionais | Críticas profissionais |
| Avaliações da crítica  | Avaliações da crítica  |
| Fonte                  | Avaliação              |
| ---------------------- | ---------------------- |
| Super Gospel           | [ 3 ]                  |

Mundo Colorido foi lançado pela gravadora brasileira Som e Louvores em 1995 em vinil e CD. A versão em CD acompanhou uma versão instrumental (playback) integrada. Esta versão foi relançada nas plataformas digitais em 2021 pelo selo Gospel Music Brasil e com distribuição da The Orchard.
Ao longo da história, Mundo Colorido tornou-se um dos álbuns mais importantes da dupla Rayssa & Ravel. Com cotação de quatro estrelas de cinco, uma avaliação retrospectiva do portal Super Gospel afirma que o projeto "mantém certos padrões estabelecidos no primeiro álbum de Rayssa & Ravel" e que é "marcado pela característica de conter maior quantidade de elementos acústicos".
Em 2018, Mundo Colorido foi considerado o 91º melhor álbum da década de 1990, de acordo com lista publicada pelo Super Gospel.

## Faixas
A seguir lista-se as faixas, compositores e durações de cada canção de Mundo Colorido, segundo o encarte do disco.
| Lado A |                              |                           |         |  |
| N.º    | Título                       | Compositor(es)            | Duração |  |
| 1.     | "Mundo Colorido"             | Rayssa Ravel Orlando V.N. | 4:22    |  |
| 2.     | "Nunca Mais Vou Te Esquecer" | Jessé Rayssa Ravel        | 3:03    |  |
| 3.     | "Amor sem Igual"             | Rayssa Ravel Denny        | 3:32    |  |
| 4.     | "Lança a Rede"               | Niltinho                  | 2:59    |  |
| 5.     | "Lindo"                      | Rayssa Ravel              | 3:32    |  |

| Lado B |                     |                                |         |  |
| N.º    | Título              | Compositor(es)                 | Duração |  |
| 1.     | "Controle Remoto"   | Cícero Nogueira                | 3:34    |  |
| 2.     | "Mais uma Vez"      | Rayssa Ravel                   | 4:13    |  |
| 3.     | "Reflexão"          | Eduardo Silva                  | 4:36    |  |
| 4.     | "Presente de Jesus" | Rayssa Ravel Denny Mauro Motta | 3:38    |  |

## Ficha técnica
A seguir estão listados os músicos e técnicos envolvidos na produção de Mundo Colorido:
Rayssa & Ravel
- Rayssa – vocais
- Ravel – vocais

Músicos convidados
- Melk Carvalhêdo – produção musical, arranjos, violão, guitarra, bateria, teclados, baixo, requinta e mixagem
- Martinêz – trompetes
- Marinho – piano
- Rocha – sax
- Dalton – violino
- Zé Roque – violino
- Ebenézer Florêncio – violino
- Aramis Rocha – violino
- Arthur Huf – violino
- Pedro – violino
- Léa Mendonça – vocal de apoio
- Cláudia – vocal de apoio
- Nísia – vocal de apoio

Equipe técnica
- Carlito Santos – técnico de gravação
- Adilson K. Rodrigues – mixagem

Projeto gráfico
- Edvaldo Novaes – design